# Pier Jacopo Martello

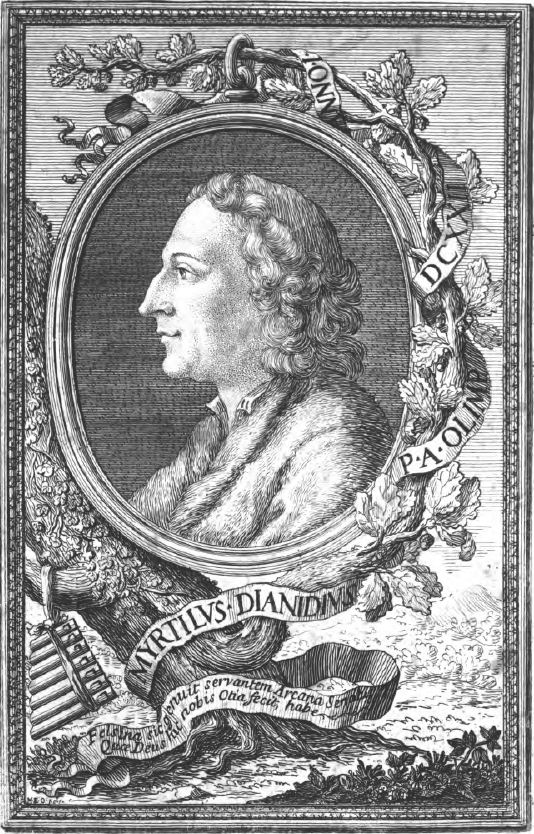
Pier Jacopo Martello

Pier Jacopo Martello (Bologna, 28 de abril de 1665 - Bologna 10 de maio de 1727) foi um professor de literatura na Universidade de Bolonha, poeta, diplomata e político italiano creditado como sendo o criador de um estilo de poema conhecido como Martelo, que é uma das modalidades mais antigas na literatura de cordel. As martelianas alongavam-se com rimas pares, até completar o sentido desejado.
Partindo-se das oitavas camonianas, Pier Jacopo introduziu na literatura o verso de 12 sílabas que depois foi denominado Martelo, em lembrança de seu nome. Seu esquema rímico era de rimas alternadas, sem tamanho padrão de estrofes. Sua evolução passou pela sextilha com mesmo ritmo, chamado então de Martelo solto.